# Spencer George Lucas
Spencer George Lucas és un paleontòleg, estratigraf i conservador de paleontologia al Museu d'Història Natural i de la Ciència de Nou Mèxic. Les seves principals àrees d'estudi són els fòssils de vertebrats del Paleozoic superior, Mesozoic, i Cenozoic inferior. La seva recerca l'ha dut a fer viatges de camp al nord de Mèxic, Costa Rica, Nicaragua, Jamaica, el Kazakhstan i Geòrgia, i ha dirigit investigacions extensives de camp i de museu a la Xina entre els anys 1980 i 1990. Ha escrit més de 500 articles i 3 llibres i ha coeditat 14 llibres.